# Tamaria fusca
Tamaria fusca är en sjöstjärneart som beskrevs av Gray 1840. Tamaria fusca ingår i släktet Tamaria och familjen Ophidiasteridae.
Artens utbredningsområde är Nya Kaledonien. Inga underarter finns listade i Catalogue of Life.